# 13740 Lastrucci
13740 Lastrucci este un asteroid din centura principală de asteroizi.

## Descriere
13740 Lastrucci este un asteroid din centura principală de asteroizi. A fost descoperit pe 18 septembrie 1998 la Montelupo de Maura Tombelli și Egisto Masotti. Asteroidul prezintă o orbită caracterizată de o semiaxă mare de 2,55 ua, o excentricitate de 0,27 și o înclinație de 6,1° în raport cu ecliptica.